# Обществено мнение
Обществено мнение е социален и политически термин, обозначаващ съвкупното мнение на обществото по даден въпрос.
Влияе се от медиите и връзките с обществеността. То е важен фактор в демократичните общества, тъй като влияе косвено на управлението.
По същество „мнение“ е философска категория, която изразява отношението на личност, личности или по-голяма група от хора при оценка на дадено явление, събитие или и двете едновременно без познаване същността на това, което се преценява. По тази причина то е повърхностно и често подвеждащо, особено в случаите, когато мнението се изказва от водещи авторитети в науката или политиката. Разгледано в тази светлина, общественото мнение често пъти може да служи на партии и политици за постигане на користни цели като организиране на протести за промяна на статукво в дадена държава. На съвременния етап от развитието на обществото използването на Общественото мнение невинаги се зачита в света. В недалечно минало при социализма, често пъти Общественото мнение се използваше от Тодор Живков за отстраняване от постове на личности, които не му играеха по гайдата и имаха собствено виждане за развитие на обществото.
Общественото мнение се характеризира със следните отличителни белези:
- възниква само по важни, социално значими въпроси;
- негов носител са големи социални групи;
- насочено към добре познат на неговите носители обект;
- израз на усилия за реализация или противопоставяне на определени цели;
- има постоянен или преходен характер;
- при отделните личности се изразява със съзнанието, че и останалите ще реагират на същата ситуация по определен начин;
- има конфликтен характер (тъй като изразява противоположни становища);
- чрез решителност съдейства за осъществяването на определени цели;
- има оценъчен характер (оценява или санкционира);
- никога не е устойчиво;
- обуславя се от интересите на своите носители (поради което трудно може да се промени, след като вече е формирано);
- емоционално оцветено е (способно е на резки изменения под влияние на събитията).